# Луї Антуан Франсуа Байон
Луї Антуан Франсуа Байон (20 січня 1778 — 2 грудня 1855) — французький натураліст і колекціонер. Народився в Монтрей-сюр-Мер і помер в Абвілі. На його честь названо погонича-крихітку, а також буревісника Байона та Baillonius bailloni.

## З біографії
Батько Байона, Жан-Франсуа-Еммануель Байон (бл. 1742 — 25 жовтня 1801), юрист, колекціонер зразків природничої історії та кореспондент Національного музею природної історії, познайомив його з природничою історією. У 1798 році Байон почав працювати асистентом у Саду рослин в Парижі, посаду, яку він залишив після смерті батька. Згодом він оселився в Аббвілі і, як і його батько, здобув відомість завдяки листуванню з провідними натуралістами. Під час навчання молодший Байон листувався з Франко Андреа Бонеллі, Етьєном Жоффруа Сен-Ілером та принцом Максиміліаном Від-Нойвідським.
Протягом своєї кар'єри він продовжував та розвивав орнітологічну колекцію, започатковану його батьком, яка зрештою зросла до 6000 одиниць. Колекція Байона (тільки птахів) зараз зберігається в «Musée George Sand et de la Vallée Noire» у Ла-Шатрі. Окрім птахів Франції, тут представлені екзотичні зразки з французьких дослідницьких подорожей, зокрема птахи з експедицій Жака Лабіярдьєра та Жуля Дюмона Дюрвіля.
Єдиною публікацією LAF Baillon є Catalog des Mammifères, Oiseaux, Reptiles, Poissons et Mollusques testacés marins, observés dans l'arrondissement d'Abbeville.